# Carex felixii
Carex felixii là một loài thực vật có hoa trong họ Cói. Loài này được L.C.Lamb. mô tả khoa học đầu tiên năm 1906.